# Rotger von Didinghoven
Rotger von Didinghoven (* im 13. Jahrhundert; † 1. Juli 1271) war Domherr in Münster.

## Leben
Rotger von Didinghoven entstammte dem Rittergeschlecht Didinghoven, das mit aller Wahrscheinlichkeit aus den Grafen von Dortmund hervorgegangen ist und seinen Sitz bei Hörde an der Emscher hatte. Seine genaue Herkunft ist nicht belegt. Ob der Dompropst Hermann von Didinghoven und der Domherr Heinrich von Didinghoven in einem verwandtschaftlichen Verhältnis zu ihm standen, ist nicht belegt. Er findet erstmals im Jahre 1260 als Domherr zu Münster und Propst zu St. Aegidii in Münster
urkundliche Erwähnung. In den Dokumenten des Domkapitels wird er oft genannt, so am 15. März 1260 zusammen mit dem Dompropst Hermann von Didinghoven.
Seine Memorie wurde am 27. August 1271 aus einem Zehnt, der aus den Kirchspielen Warendorf und Freckenhorst kam, begründet.